# التدريب على ارتفاع

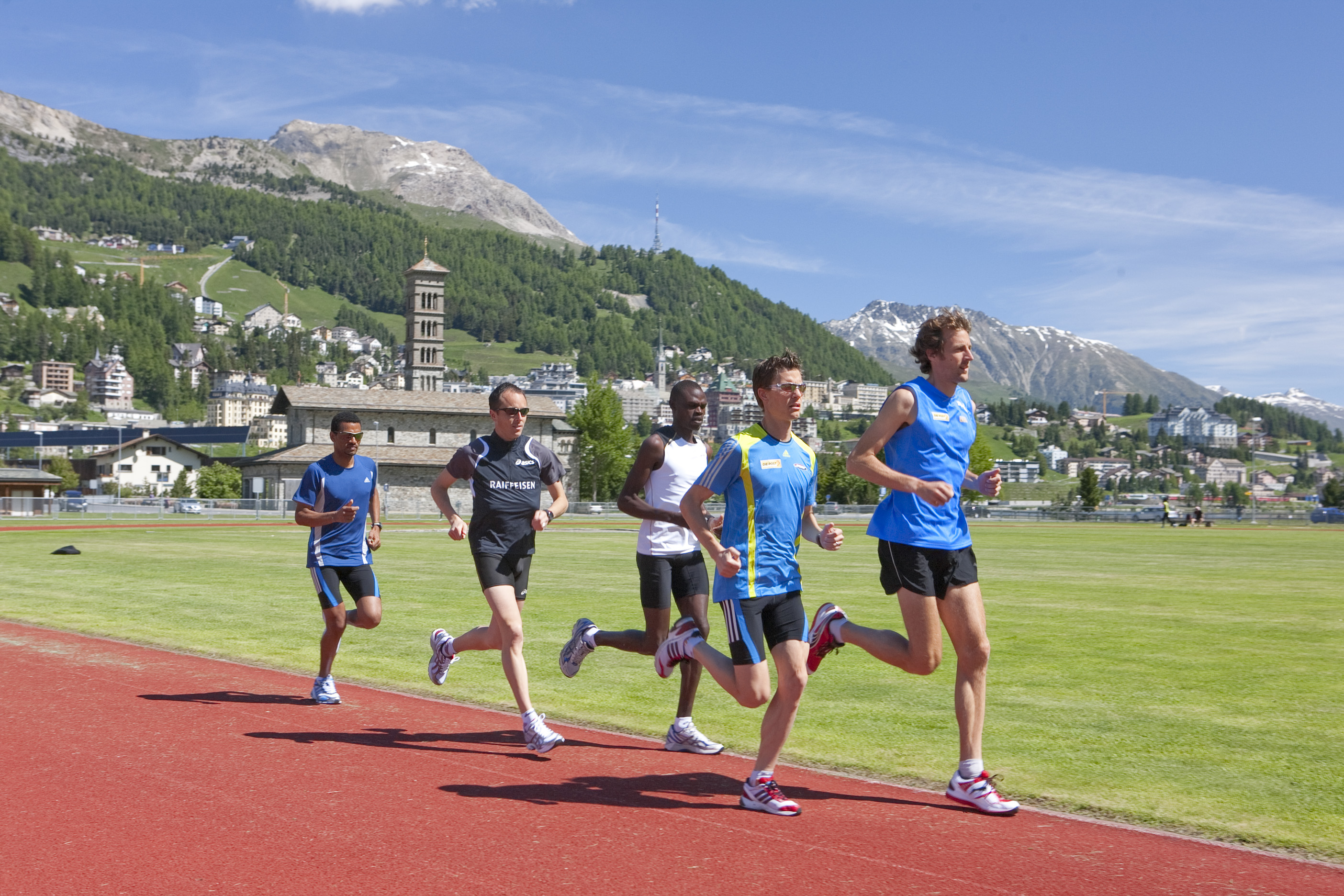
التدريب على ارتفاع في قاعدة التدريب الأولمبية السويسرية بجبال الألب على ارتفاع 1856 متر سان موريتز.

التدريب على ارتفاع (بالإنجليزية: Altitude training)‏ هو أسلوب تدريب معروف، يستخدمه الرياضيون بغرض تحسين أدائهم، من خلال القيام بدورات تدريبية تستمر لعدة أسابيع على علو شاهق. في العادة يجب أن يفوق العلو المثالي للعملية حدود ال 2400 متر (8000 قدم) فوق مستوى سطح البحر، مع ذلك تبقى الارتفاعات المتوسطة أكثر شيوعا نظرا للنقص الواضح في المواقع المناسبة للتدريب على علو شاهق. على ارتفاعات متوسطة، تبقى نسبة الأكسجين في الهواء مستقرة في حوالي 20.9 في المائة، لكن التغيير الواضح في هذه الحالة يتمثل في الضغط الجوي الذي ينخفض وبالتالي ينخفض معه الضغط الجزئي للأكسجين كلما زاد الارتفاع.
استنادا إلى المنهجيات المستخدمة في التدريب، يقوم الجسم بالتفاعل مع المتغيرات الجديدة وقد يتأقلم مع النقص النسبي للأكسجين بطريقة واحدة أو أكثر، سواء بزيادة كتلة خلايا الدم الحمراء والهيموغلوبين أو بتغيير عملية الإستقلاب في العضلات. يرى أنصار هذه الطريقة في التدريب، أنه عندما يسافر هؤلاء الرياضيين إلى مسابقات تقام على مستوى منخفض، سيستمر لديهم تركيز أعلى من خلايا الدم الحمراء لمدة تتراوح ما بين 10 إلى 14 يوما، الشئ الذي يمنحهم ميزة تنافسية. يعيش بعض الرياضيين بشكل دائم على علو شاهق، ويعودون إلى مستوى سطح البحر فقط للتنافس، ولكنهم قد يعانون أثناء تدريبهم بسبب الأكسجين القليل المتاح للتدريبات.
يمكن محاكاة التدريب على ارتفاع شاهق بطرق بديلة أخرى تستعمل نفس المبدء، على غرار التدريب في خيمة محاكاة الإرتفاع، الحجرة الناقصة الضغط أو باستعمال جهاز ناقص التأكسج (بالإنجليزية: Hypoxicator)‏، أين يتم إدخال الرياضي في نظام يتم فيه المحافظة على الضغط الجوي، وفي نفس الوقت يتم تقليل محتوى الأكسجين، الشئ الذي يقلل أيضا الضغط الجزئي للأكسجين. كما يمكن أيضا لتدريب فرط التهوية، الذي يقوم على تقليل تردد التنفس أثناء ممارسة التمرين، أن يحاكي التدريب على ارتفاع، عن طريق الخفض التدريجي لأكسجة الدم والعضلات.

## الخلفية التاريخية

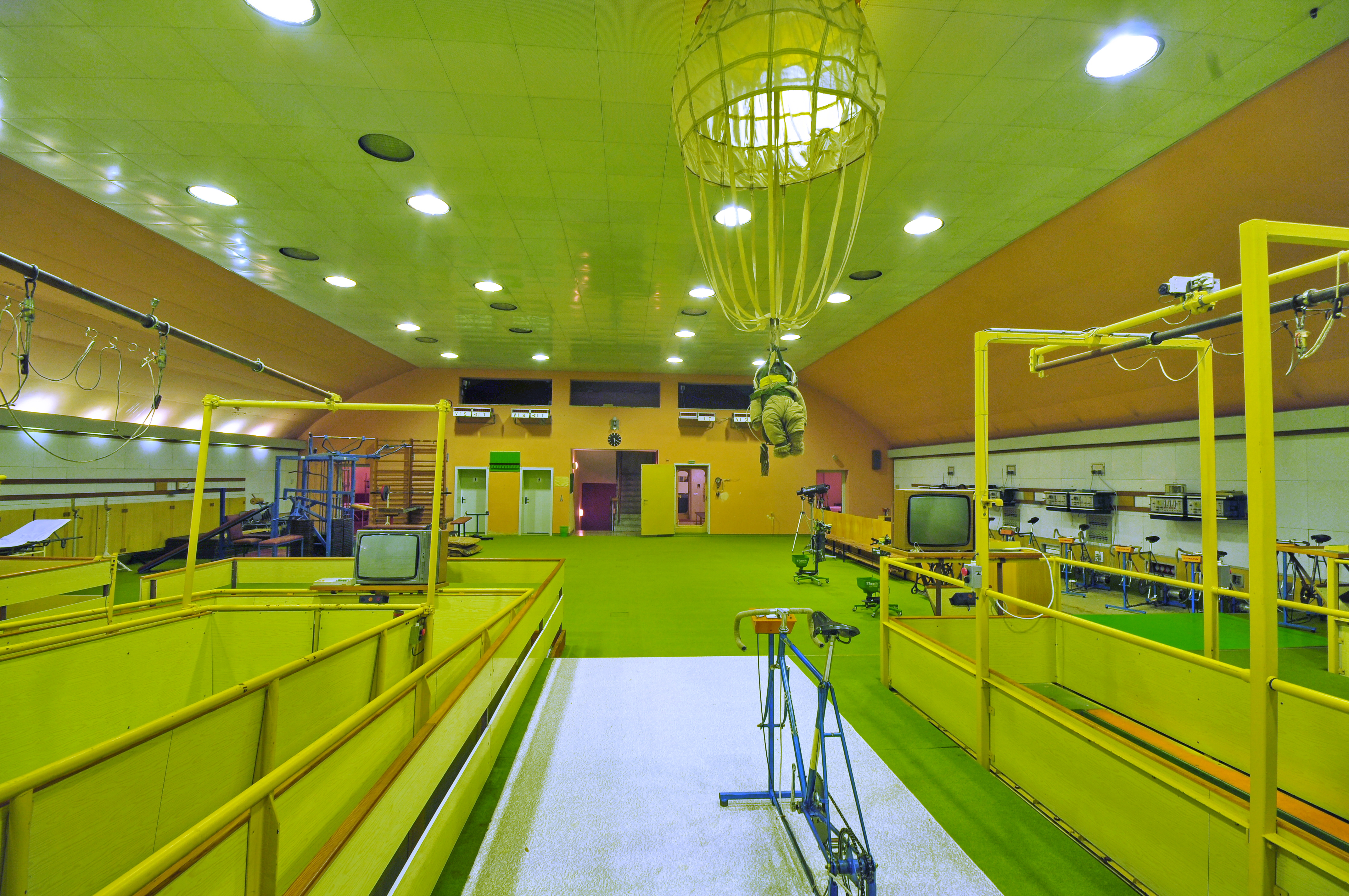
التدريب على ارتفاع في غرفة منخفضة الضغط بألمانيا الشرقية

بدأت دراسة التدريب في ظروف الارتفاع أساسا وبشكل مكثف خلال وبعد دورة الألعاب الأوليمبية لعام 1968 في مدينة مكسيكو، المكسيك الواقعة على ارتفاع 2240 متر (7349 قدم) فوق مستوى البحر. خلال هذه الألعاب الأوليمبية بالذات، شهدت منافسات التحمل إنجازات دون المستوى القياسي. العديد من التكهنات خرجت قبل انطلاق هذه الأحداث حول الكيفية التي يؤثر بها الارتفاع على أداء النخب والرياضيين من الطراز العالمي، معظم الإستنتاجات التي تم التوصل لها كانت تعادل تلك المفترضة القائلة بأن منافسات التحمل ستعاني وأن المنافسات القصيرة لن تشهد تغيرات سلبية كبيرة. وقد عزي هذا ليس فقط إلى مقاومة الهواء الأقل أثناء الحركة - الهواء أقل كثافة  - ولكن أيضا إلى الطبيعة اللاهوائية للأحداث العدو. أدت هذه النتائج في نهاية المطاف إلى استلهام وضعت مبادئ التدريب على ارتفاع الفريدة من نوعها بهدف تجنب الأداء الضعيف.

## نظم التدريب
يمكن للرياضيين أو الأفراد الذين يرغبون في اكتساب ميزات تنافسية لمنافسات التحمل تحقيق ذلك من خلال ممارسة تداريبهم على علو شاهق. نقصد هنا بالعلو الشاهق، أي ارتفاع يفوق 1500 متر (5000 قدم).

### العدو المتكرر في ظل نقص الأكسجين (RSH)
يقوم الرياضيون في هذه الحالة، بالجري لمسافات قصيرة في ظل نقص الأكسجين لمدة 30 ثانية بأسرع ما يمكن. حيث يعانون من حالات انتعاش غير مكتملة في ظروف نقص الأكسجين هذه.
تقدر نسبة الوقت المخصصة للرحة مقارنة بوقت ممارسة التمرين بأقل من 1 على 4، وهو ما يعني أنه لكل 30 ثانية من السباق هناك أقل من 120 ثانية من الراحة.
بمقارنة هذا التمرين (RSH) بتمرين العدو المتكررة في ظروف عادية (RSN)، تشير الدراسات إلى أن التمرين الأول يعمل على تحسين القدرة الناتجة ووقت الشعور بالتعب. تم اختبار مجموعتين، الأولى بRSH والثانية بRSN قبل وبعد فترة تدريب مدتها 4 أسابيع. حيث استكملت المجموعتان في البداية 9 إلى 10 ثوان من السباقات الشاملة قبل الإعياء التام. بعد فترة التدريب التي دامت 4 أسابيع، لوحظ أن المجموعة الأولى تمكنت من استكمال 13 سباقا قبل أن ترهق تماما، في حين أن المجموعة الثانية تمكنت من إنهاء 9 منها فقط.
تشمل المزايا الوظائفية المحتملة للعدو المتكرر في ظل نقص الأكسجين، توسيع الأوعية التعويضي وتجديد مركب الفسفوكرياتين (PCr). حيث من المعروف أن لأنسجة الجسم القدرة على الشعور بنقص الأكسجين والتفاعل من خلال الحث على توسيع الأوعية. ارتفاع تدفق الدم يساعد العضلات والهيكل العظمي ما يرفع إمداد الأوكسجين إليهما إلى أقصى حد. تؤدي زيادة مستوى إعادة تخليق الفسفوكرياتين إلى زيادة إنتاج الطاقة العضلية خلال المراحل الأولى من التمارين عالية الشدة. بالرغم من ذلك يبقى العدو المتكرر في ظل نقص الأكسجين طريقة تدريبية جديدة نسبيا، لاتزال لحدود الساعة غير مفهومة تماما.

### الارتفاع الاصطناعي
باستعمل نظم محاكاة خاصة، يمكن لنماذج الاختبار الشعور بحالة ارتفاع مصطنعة مشابهة لتلك الطبيعية.
في فنلندا، نجح عالم يدعى «هيكي روسكو»، في تصميم ما أطلق عليه اسم «منزل الارتفاع الشاهق». يخضع الهواء داخل هذا المنزل الذي يقع على مستوى سطح البحر لضغط عادي، لكن الاختلاف هنا يكمن في تركيز الأكسجين به، حيث يتم تعديله ليصير منخفض الأكسجين، بنسبة لا تتعدى 15.3 في المائة (أقل من 20.9 في المائة الموجود على مستوى سطح البحر)، وهو ما يعادل تقريبا كمية الأكسجين المتاحة على ارتفاعات عالية. يستخدم غالبا في التدريب على الارتفاع نظرا لانخفاض الضغط الجزئي للأكسجين به الذي يتميز به الارتفاع. حيث يعيش الرياضيون وينامون بداخله، لكنهم يؤدون تداريبهم خارجه (في ظل تركيزات الأكسجين العادية، أي في 20.9 في المائة). أظهرت نتائج روسكو تحسنا واضحا في هرمون الإريثروبويتين ومستويات الخلايا الحمراء عند نزلاء المنزل.
يمكن أن يستخدم الارتفاع الاصطناعي أيضا في تمارين نقص الأكسجين، أين يتم تدريب الرياضيين في وضع يحاكي ظروف بيئة على علو شاهق. بفضل هذا التدريب يصبح الرياضيون قادرين على أداء تدريب عالي الشدة في سرعات أقل، الشئ الذي ينتج ضغطا أقل على الجهاز العضلي الهيكلي. وهذا مفيد جدا للرياضيين الذين عانوا من إصابة في العضلات والعظام ما جعلهم غير قادر على تطبيق كميات كبيرة من التوتر أثناء ممارسة الرياضة، حيث تكون هناك حاجة لتوليد شدة عالية لتدريب القلب والأوعية الدموية. التعرض لنقص الأكسجة خلال وقت ممارسة الرياضة لا يكفي وحده للحث على تغييرات في القيم الدموية. بشكل عام تبقى الهيماتوكريت وتركيزات الهيموغلوبين بدون أي تغيير.
هناك عدد من الشركات التي توفر نظما للتدريب على ارتفاع، بصفة خاصة هيبوكسيكو إنك (بالإنجليزية: Hypoxico Inc)‏، التي كانت رائدة في أنظمة التدريب في ظروف الارتفاع الاصطناعي خلال منتصف التسعينيات.

## المبادئ والآليات
يتم اللجوء إلى التدريب على ارتفاع بسبب الاختلاف بين الضغط الجوي في مستوى سطح البحر والارتفاع الشاهق. يكون الهواء على مستوى سطح البحر، أكثر كثافة، حيث يكون هناك المزيد من جزيئات الغاز لكل لتر من الهواء. بغض النظر عن الارتفاع، يتكون الهواء من حوالي 21 في المائة من الأكسجين و78 في المائة من النيتروجين. كلما زاد الارتفاع، كلما انخفض الضغط الذي تمارسه هذه الغازات. لذلك، نجد أن هناك جزيئات أقل لكل وحدة حجم، وهذا ما يؤدي إلى انخفاض في الضغوط الجزئية للغازات في الجسم، الشئ الذي ينتج مجموعة متنوعة من التغيرات الفيسيولوجية على مستوى الجسم والتي تحدث على علو شاهق.
التكيف الفسيولوجي المسؤول بشكل رئيسي عن مكاسب الأداء التي تتحقق عن طريق التدريب على ارتفاع، هو الآن موضوع نقاش بين الباحثين. حيث أن البعض منهم، بما فيهم الباحثين الأمريكيين «بن ليفين» و«جيم ستراي غوندرسين»، يدعون أنه ناتج في المقام الأول عن زيادة في حجم خلايا الدم الحمراء. في حين يرى آخرون، على غرار الباحث الأسترالي «كريس غور»، والباحث النيوزيلندي «ويل هوبكنز»، ان تفيسر «بن ليفين» و«جيم ستراي غوندرسين» غير صحيح، بدلا من ذلك يعتقدان أن هذه المكاسب ناتجة في المقام الأول عن تكيفات أخرى، مثل التحول إلى وضع أكثر اقتصادية لاستخدام الأوكسجين.

### زيادة حجم خلايا الدم الحمراء

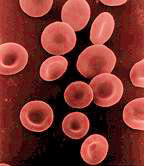
خلايا الدم الحمراء عند الإنسان.

تؤدي ظروف الارتفاع الشاهق إلى انخفاض في تشبع هيموغلوبين الدم بالأكسجين. حالة نقص الأوكسجين هذه تتسبب في نهاية المطاف في حصول ما يسمى في الأوساط الطبية بنقص التأكسج المحفز عامل 1 (HIF1)، وتحفيز إنتاج هرمون الإريثروبويتين (EPO) الذي  تفرزه الكلى،  هذا الهرمون الذي يحفز بدوره نخاع العظام لإنتاج خلايا الدم الحمراء بغرض زيادة تشبع الهيمُوغلوبين وتوصيل الأوكسجين. يظهر بعض الرياضيين استجابة قوية في شكل زيادة في خلايا الدم الحمراء، بينما تظهر عند البعض الآخر مكاسب قليلة أو معدومة في كتلة الخلايا الحمراء مع توالي التعرض الدائم لظروف الارتفاع. مع ذلك، لا توجد هناك قيمة قطعية مؤكدة للوقت الذي يستغرقه هذا التكيف، على اعتبار أن العديد من الدراسات توصلت إلى استنتاجات مختلفة استنادا إلى مقدار الوقت الذي يقضيه الرياضيون على الارتفاعات الشاهقة. بالرغم من الآلية الطبيعية التي يتم من خلالها إفراز هرمون الإريثروبويتين بشكل طبيعي في الجسم، إلا أن هناك تركيبة اصطناعية له يمكن استعمالها بغرض المساعدة في علاج المرضى الذين يعانون من الفشل الكلوي وكذا شفاء المرضى أثناء تلقيهم للعلاج الكيميائي. على مدى السنوات الثلاثين الماضية، طفت على السطح قضية إساءة استخدام هرمون الإريثروبويتين في كثير من الأحيان من قبل الرياضيين من خلال تنشيط الدم والحقن بغرض الحصول على ميزات إضافية أثناء منافسات التحمل. مع ذلك، فإن لإساءة استخدام الإريثروبويتين مخاطر وخيمة، حيث من شأن هذه العملية الرفع من عدد خلايا الدم الحمراء إلى أن تتجاوز المستويات الطبيعية (كثرة كريات الدم الحمر) بالإضافة إلى مساهمتها في زيادة لزوجة الدم، الشئ الذي يؤدي إلى ارتفاع ضغط الدم وزيادة احتمالية حدوث جلطة دموية، نوبة قلبية أو سكتة دماغية. يمكن زيادة عملية إفراز الكلى البشرية للإريثروبويتين الطبيعي عن طريق التدريب على ارتفاع، ولكن في نفس الوقت توجد حدود لكمية الإريثروبويتين الطبيعي التي يتم افرازها في الجسم، وبالتالي تجنب الآثار الجانبية الضارة التي يمكن أن يتسبب بها.

### آليات أخرى
بغرض شرح فائدة التدريب على ارتفاع تم اقتراح آليات أخرى بالإضافة إلى الآليات السابقة. في هذا الشان لا تظهر كل الدراسات زيادة ذات دلالة إحصائية في خلايا الدم الحمراء نتيجة للتدريب على ارتفاع. أوضحت إحدى الدراسات أن هذا النجاح يتأتى من خلال زيادة كثافة التدريب (بسبب الزيادة في معدلي القلب والتنفس). إذ أسفر هذا التدريب المحسن عن آثار استمرت أكثر من 15 يوما بعد العودة إلى مستوى سطح البحر. على صعيد آخر توصلت مجموعة أخرى من الباحثين إلى أن التدريب على ارتفاع يحفز العضلات على استخدام أكثر كفاءة للأكسجين. يمكن أن تنشأ هذه الكفاءة من الاستخدام من خلال ردود أخرى عديدة ناتجة عن التدريب على ارتفاع، بما فيها تولد الأوعية، نقل الجلوكوز، تحلل السكر وتنظيم درجة الحموضة، كل منها قد يفسر جزئيا تحسين أداء التحمل بشكل مستقل عن العدد الأكبر من خلايا الدم الحمراء. علاوة على ذلك، تبين أن ممارسة التمارين الرياضية على علو شاهق يتسبب في تعديلات على مستوى العضلات، وتحسين خصائص الميتوكوندريا في العضلات الهيكلية.
في دراسة مقارنة لجرذان نشطة على علو شاهق مقابل أخرى نشطة على مستوى سطح البحر، لوحظ وجود تغيرات على مستوى أنواع الألياف العضلية بالموازأت مع تحديات الإتزان الداخلي التي أدت إلى زيادة في الكفاءة الأيضية خلال دورة أكسدة الحمض الدهني ودورة حمض الستريك، مما يدل على زيادة في استخدام الأدينوسين ثلاثي الفوسفات أثناء الأداء بوجود الأكسجين.
بسبب انخفاض الضغط الجوي على ارتفاعات عالية، يجب أن يكون ضغط الهواء داخل نظام التنفس أقل من الضغط الذي يكون عليه في ارتفاعات منخفضة لكي تحدث عملية الإستنشاق. لذلك، فإن الإستنشاق على علو شاهق عادة ما يتم من خلال خفض أكبر نسبيا للحجاب الحاجز مقارنة بالإستنشاق في ظروف علو منخفض.